# Guido Schröter
Guido Schröter (* 20. Jahrhundert) ist ein deutscher Comiczeichner und Autor.

## Leben
Guido Schröter veröffentlicht seit 1989 Fußball-Cartoons in diversen Printmedien. Er begann mit Comics über die Fans und Spieler des FC St. Pauli in den Fanzines Millerntor Roar und Der Übersteiger. Ab 1995 entstanden Cartoons über das gesamte Fußballgeschehen, die in Fußballmagazinen wie Hattrick, 11 Freunde (50 Ausgaben) und verschiedenen Stadionmagazinen erschienen.
Im Jahre 2004 startete die samstägliche Comicreihe Fußballgötter in der Wochenend-Ausgabe der Süddeutschen Zeitung. Seit der Fußball-Weltmeisterschaft 2006 erscheint die Reihe täglich bei internationalen Turnieren in verschiedenen Zeitungen (Hamburger Abendblatt, Stuttgarter Nachrichten und anderen). Schröter veröffentlichte bis heute zwölf Comic-Alben und diverse Kalender bei verschiedenen Verlagen. Im Herbst 2006 begann er mit der Planung und Entwicklung des Formats einer animierten Ausgabe der Fußballgötter. Die kurzen Filme sendete die ARD-Sportschau von Januar bis Mai 2007. Von August bis Dezember 2007 hatten die Fußballgötter an jedem Bundesliga-Samstag bei Premiere ihren festen Sendeplatz. Im September 2008 startete das Webcomic-Sticker-Album St. Paulini, das im Februar 2009 mit dem 3. Platz des Deutschen Sportmarketing-Preises ausgezeichnet wird. Ebenfalls ab 2008 veröffentlichte Schröter Kolumnen unter dem Titel Unser Ole – Comics über die Hamburger Verhältnisse in über 25 Ausgaben in Szene Hamburg.
Seit 2006 erscheinen seinen Comics wöchentlich auf der Website www.scheissfussball.de.

## Auszeichnungen
- 1995 1. Preis der Ausstellung Ehrlich Billig in Hamburg (verliehen von der I.N.C., Initiative Comickunst e.V.)
- 2009 3. Platz beim Deutschen Marketing Preis für das St. Paulini-Online-Sammelalbum zusammen mit Gravis und superReal

## Werke

### Bücher und Kalender (Auswahl)
- seit 1994 jährlich Pauli Comix Kalender (Eigenverlag)
- 1994 Voll Drauf! – Pauli Comix 1 (Eichborn Verlag)
- 1995 Blutgrätsche – Pauli Comix 2 (Eichborn Verlag)
- 1996 Der Knipser von St. Pauli – Pauli Comix 3 (Eichborn Verlag)
- 1998 Fußballgötter (Eichborn Verlag)
- 1999 Dumm kickt gut! (Eichborn Verlag)
- 2001 We love St Pauli – Pauli Comix 4 (Eichborn Verlag)
- 2002 Die Rückkehr der Fussballgötter (Eichborn Verlag)
- 2004 Weltklasse (Lappan)
- 2006 Scheiß Fußball – eine Liebeserklärung (Lappan Verlag)
- 2006 Endlich Weltmeister (Knaur)
- 2008 Das Jogi-Prinzip (Lappan)
- 2010 Titel Tore Doppelpässe (Lappan)
- 2011–2012 Pauli Comix Kalender (Tom2m)
- seit 2013 Pauli Comix Kalender (Eigenverlag)

### Ausstellungen (Auswahl)
- 1993 Comopoly (Hamburg) + Comopoly (Prag)
- 1994 Satanische Fersen (Kassel)
- 1995 Ehrlich billig (HH)
- 1997 Die 4. Dimension (Hamburg)
- 1998 Form -A(r)T 98 (Glinde) + Stadion der Freundschaft Hamburg
- 1998 Hafenklang-Studios (Hamburg)
- 1999 Zum letzten Pfennig – Gesamtwerk bis 1999 (Hamburg)
- 2005 Kiez Comix (Hamburg)
- 2010 Siebdruckposter-Ausstellung zum 100-jährigen des FC St. Pauli (Hamburg)
- 2011 Millerntor Gallery (Hamburg)[2]
- 2014 F*ck you Freudenhaus (Ausstellung über das Millerntor-Stadion / Museums des FC St. Pauli) (Hamburg)